# آکچی میتسوهیده، مردی که خدا عاشقش نبود
آکچی میتسوهیده، مردی که خدا عاشقش نبود (به ژاپنی: 明智光秀〜神に愛されなかった男〜) نام یک فیلم تلویزیونی
۱۵۰ دقیقه‌ای بر پایه زندگی آکچی میتسوهیده است که توسط فوجی تلویژن در سال ۲۰۰۷ میلادی در ژاپن نمایش داده شده است. در این فیلم توشیاکی کاراساوا نقش آکچی میتسوهیده و تاکایا کامیکاوا نقش اودا نوبوناگا را ایفا می‌کنند. این فیلم وقایع را از حرکت آشیکاگا یوشی‌آکی و نوبوناگا به طرف پایتخت به تصویر کشیده است.